# Helodon
Helodon är ett släkte av tvåvingar som beskrevs av Günther Enderlein 1921. Helodon ingår i familjen knott.

## Dottertaxa tillHelodon, i alfabetisk ordning[1][2]
- Helodon alpestris
- Helodon apoina
- Helodon aridus
- Helodon arshanense
- Helodon beardi
- Helodon buturlini
- Helodon candicans
- Helodon chaos
- Helodon chechciri
- Helodon clavatus
- Helodon czenkanowskii
- Helodon daisetsense
- Helodon decemarticulatum
- Helodon diadelphus
- Helodon ferrugineum
- Helodon ferrugineus
- Helodon gibsoni
- Helodon intercalare
- Helodon irkutensis
- Helodon kamtshaticus
- Helodon kamui
- Helodon karibaense
- Helodon makarovi
- Helodon mccreadiei
- Helodon mesenevi
- Helodon multicaulis
- Helodon newmani
- Helodon oligoaristatum
- Helodon onychodactylus
- Helodon pamiricum
- Helodon pecticrassum
- Helodon perspicuus
- Helodon phytofagus
- Helodon pleuralis
- Helodon protus
- Helodon rezidentsii
- Helodon rubicundum
- Helodon rufum
- Helodon sarurense
- Helodon submulticaulis
- Helodon susanae
- Helodon trochus
- Helodon vernalis
- Helodon yezoense